# Кейт Тіррелл
Кейт Тіррелл (англ. Kate Tyrrell; 1863—1921) — ірландська морячка, підприємиця й феміністка. Успадкувавши судноплавну компанію, вона керувала шхуною Denbighshire Lass протягом 20 років. Успішно боролася з забороною жінкам вказувати власне ім'я власницею судна та однією з перших зберегла дошлюбне прізвище.

## Раннє життя та освіта
Кейт Тіррелл народилася в 1863 році в місті Арклоу, графство Віклоу, другою з чотирьох дочок. Її батько Едвард Тіррелл був морським капітаном, який володів судноплавною компанією, що перевозила вантажі між Ірландією та Уельсом. У дитинстві Кейт любила бути біля верфі батька; коли їй було 12, вона заповнювала для нього журнали доставки. Кейт поступово стала незамінною для батька, і, коли вона підростала, батько пообіцяв їй, що колись вона сама матиме корабель.
До кінця 1882 року Кейт втратила матір та молодшу сестру від туберкульозу. Вона взяла на себе ведення домашнього господарства, а також керувала веденням бухгалтерії для бізнесу батька.
У 1885 році батько Тіррелл купив валлійську шхуну «Denbighshire Lass» і зареєстрував її на ім'я Кейт. Вона сама відпливала додому з Вельсу. Вони використовували корабель для перевезення вантажів, таких як вугілля, цегла, залізна руда та текстиль.

## Кар'єра
У липні 1886 року її батько помер від серцевого нападу, і Кейт Тірелл взяла на себе сімейний бізнес. Вона розпродала кілька кораблів і стала єдиною власницею Denbighshire Lass. Однак, попри право власності, як жінці їй не дозволялося вносити своє ім'я в офіційну документацію корабля. Як тимчасове рішення, довірений працівник чоловічої статі вказав своє ім'я на документах, тоді як Тіррелл керувала усіма діловими операціями, перевіряла ремонт і керувала екіпажем.
У 1888 році Тірелл втратила ще одну молодшу сестру від туберкульозу. Її остання сестра — найстарша — керувала домашніми справами, тоді як Кейт підтримувала їх обох через судноплавний бізнес. Більшу частину свого часу Тіррелл проводила на Denbighshire Lass, ставши майстринею навігації та всіх аспектів вітрильного спорту. Вона була відома тим, що суворо виконувала порядок на борту свого корабля, не терплячи будь-яких п'яних членів екіпажу.
Протягом 1890-х років, натхненна зростаючим виборчим правом жінок, Тіррелл боролася за те, щоб її ім'я було офіційно визнано в документах про право власності на судно. Нарешті вона досягла успіху в 1899 році, коли її визнали власницею судноплавства.
Denbighshire Lass продовжував ходити впродовж Першої світової війни, ходячи без мін в Ірландському морі, попри відсутність страховки. Це було перше судно, яке вивісило новий ірландський триколірний прапор в іноземному порту.

## Сім'я
У 1896 році Кейт Тіррелл одружилася з другом дитинства Джоном Фіцпатріком. У 1900 році народила сина Джеймса, 1905 — дочку Елізабет. Тіррелл зберегла власне прізвище після одруження, що на той час було майже нечуваним рішенням.

## Смерть і спадщина
Після народження другої дитини стан здоров'я Тіррелл почав погіршуватися, і вона стала рідше подорожувати на своєму кораблі. Вона померла в 1921 році, за чотири роки до того, як Denbighshire Lass нарешті був офіційно звільнений.
У 2017 році онук Тіррелл подарував набір сигнальних прапорів та фід від Denbighshire Lass Морському музею Арклоу. У 2018 році кар'єра Кейт Тіррелл була відзначена в рамках Міжнародного жіночого дня в Арклоу.